# NGC 6605
NGC 6605 (другое обозначение — OCL 47) — рассеянное скопление в созвездии Змея.
Этот объект входит в число перечисленных в оригинальной редакции «Нового общего каталога».